# Bronów (powiat opoczyński)
Bronów – wieś w Polsce położona w województwie łódzkim, w powiecie opoczyńskim, w gminie Żarnów.
Przez miejscowość przebiega droga wojewódzka nr 746.
W latach 1954–1958 wieś należała i była siedzibą władz gromady Bronów, po jej zniesieniu w gromadzie Żarnów. W latach 1975–1998 miejscowość należała administracyjnie do województwa piotrkowskiego.
Wierni Kościoła rzymskokatolickiego należą do parafii św. Mikołaja w Żarnowie.

## Zabytki
Według rejestru zabytków Narodowego Instytutu Dziedzictwa na listę zabytków wpisany jest dom (chałupa) nr 16, drewniany, 1830, nr rej.: 844 z 15.03.1975.